# Pascale Hummel
Pascale Catherine Hummel (* 5. Oktober 1963 in Straßburg) ist eine französische Klassische Philologin, Historikerin der Philologie und Übersetzerin, insbesondere von Lou Andreas-Salomé.
Ihre Forschungsschwerpunkte sind Geschichte der École normale supérieure, Philologie, Gelehrsamkeit und der Übermittlung, Griechische Philologie und Linguistik, Pindar und griechische Dichtung,  Geschichte der Ideen, der Literatur und der Kunst sowie Lou Andreas-Salomé, Friedrich Nietzsche.
Sie ist die Begründerin (2007) und Leiterin der Sammlung Philologicum.

## Schriften (Auswahl)
- Regards sur les études classiques au XIXe siècle. Catalogue du fonds Morante. Presses de l'École normale supérieure, Paris 1990.
- La Syntaxe de Pindare. Peeters, Paris-Louvain 1993.
- Humanités normaliennes. L’enseignement classique et l’érudition philologique dans l'École normale supérieure du XIXe siècle. Les Belles Lettres, Paris 1995.
- mit A. Lejeune und D. Peyceré: Pour une histoire de l'École normale supérieure. Sources d’archives (1794-1993). Archives nationales – Presses de l’École normale supérieure, Paris 1995.
- Tables générales de la Revue de philologie (1967-1991). Klincksieck, Paris 1997.
- Philologica lyrica. La poésie lyrique grecque au miroir de l’érudition philologique de l’Antiquité à la Renaissance. Peeters, Paris-Louvain 1997.
- L’épithète pindarique. Étude historique et philologique. Peter Lang, Bern 1999.
- Histoire de l’histoire de la philologie. Étude d’un genre épistémologique et bibliographique. Droz, Genève 2000.
- Mœurs érudites. Étude sur la micrologie littéraire (Allemagne, XVIe – XVIIIe siècles). Droz, Genève 2002.
- Philologus auctor. Le philologue et son œuvre. Peter Lang, Bern 2003.
- La Maison et le chemin. Petit essai de philologie théologique. Peter Lang, Bern 2004.
- Trébuchets. Étude sur les notions de pierre de touche et de pierre de scandale. Peter Lang, Bern 2004.
- Vie (privée). Essai sur l’idée de destinée. Peter Lang, Bern 2005.
- Lou Andreas-Salomé, Le diable et sa grand-mère (1922), traduction, annotation et postface. Éditions Rue d’Ulm, Paris 2005.
- Lou Andreas-Salomé, L'Heure sans Dieu et autres histoires pour enfants (1922), traduction, annotation et postface. Éditions Rue d’Ulm, Paris 2006.
- Lycophron, Cassandre. Traduction, notes et commentaire. Éditions Comp’Act, Chambéry 2006.
- Elisabeth Förster-Nietzsche, Friedrich Nietzsche et les femmes de son temps (1935), traduction, annotation et postface. Michel de Maule, Paris 2007.
- De lingua Graeca. Histoire de l'histoire de la langue grecque. Peter Lang, Bern 2007.
- Lou Andreas-Salomé, Figures de femmes dans Ibsen (1892), traduction, annotation et postface. Michel de Maule, Paris 2007.
- Les Fous de Nietzsche. Recueil de textes de Ferdinand Tönnies, Les Fous de Nietzsche (1893). Le Culte de Nietzsche. Une Critique (1897); Julius Duboc, Anti-Nietzsche (1897), traduction, annotation et postface. Michel de Maule, Paris 2007.
- mit Frédéric Gabriel: La Mesure du savoir. Études sur l'appréciation et l'évaluation des savoirs. Philologicum, Paris 2007.
- mit Frédéric Gabriel: Les Débris du sens. Études sur les dérives de la perception et du sens. Philologicum, Paris 2008.
- mit Frédéric Gabriel: Vérité(s) philologique(s). Études sur les notions de vérité et de fausseté en matière de philologie. Philologicum, Paris 2008.
- D'Éros à Psyché. Tradition antique et moderne d'un mythe. Philologicum, Paris 2008.
- Mala dicta. Essai sur la malédiction et la calomnie dans l'Antiquité classique. Philologicum, Paris 2008.
- Gabriel Naudé: Syntagma de studio liberali / Traité sur l'éducation humaniste (1632), traduction, notes et commentaire. Classiques Garnier, Paris 2008.

| Personendaten    | Personendaten                                                         |
| ---------------- | --------------------------------------------------------------------- |
| NAME             | Hummel, Pascale                                                       |
| ALTERNATIVNAMEN  | Hummel, Pascale Catherine (vollständiger Name)                        |
| KURZBESCHREIBUNG | französische Philologin, Historikerin der Philologie und Übersetzerin |
| GEBURTSDATUM     | 5. Oktober 1963                                                       |
| GEBURTSORT       | Straßburg                                                             |